# Хага
Хага (на нидерландски:  Den Haag; официално наименование  's-Gravenhage) е град в Нидерландия. Тя е резиденция на нидерландските правителство и парламент – смята се за административна столица на страната, но официалната е Амстердам. Хага е столица на Южна Холандия.
Разположена е в западната част на страната в провинцията Южна Холандия. С население 485 818 (1 011 459 с предградията) (31.05.2009) и площ около 100 km², тя е трети по големина град в Нидерландия след Амстердам и Ротердам и заедно с тях е част от метрополиса Рандстад.
Хага е седалище на Първата (Сената) и Втората камара на Генералните щати – нидерландския парламент. Кралица Беатрикс също живее и работи в Хага. Министерствата и всички чужди посолства са там, а също така и Върховният съд, както и много лобиращи организации. Въпреки всичко това официална столица на Нидерландия е Амстердам, като това е упоменато в конституцията.
Хага е седалище на няколко институции на Обединените нации:
- Международния съд на ООН, разположен в Двореца на мира (Vredespaleis, чието построяване е финансирано от американския бизнесмен и филантроп Андрю Карнеги).
- Международен трибунал за военните престъпления в бивша Югославия.
- Международен наказателен съд.
- Организация за забрана на химическите оръжия.

Други важни международни организации в Хага са Европол и Хагската академия по международно право.

## Известни личности
Родени в Хага
- Адриан Ванденберг (р. 1954 г.), роккитарист
- Марк Рюте (р. 1967 г.), политик
- Юлиана Нидерландска (1909 – 2004), кралица

Починали в Хага
- Лийвен Геварт (1868 – 1935), белгийски предприемач
- Барух Спиноза (1632 – 1677), философ
- Габриел Фаренхайт (1686 – 1736), физик
- Слободан Милошевич (1941 – 2006)

Други личности, свързани с Хага
- Фридрих V (1596 – 1632), курфюрст на Пфалц и крал на Бохемия, живял в града след 1623 г.
- Петер Симон Палас (1741 – 1811), немски биолог, живял в града през 1760-те

## Събития
- Джазовият фестивал „North Sea“: повече от 25 години, до 2005 г. вкл., в Хага се организира джазовият фестивал „North Sea“, най-голямото ежегодно джаз сборище в Европа. На него се свири музика в широк жанров диапазон – блус, фюжън, госпъл и соул. Неговият рекламен лозунг е „Кръстопът на света“. Легендарни имена и нови обещаващи таланти свирят един до друг; през първата година на фестивала тук участват легенди като Сара Вон, Каунт Бейзи и Стан Гец. Оттогава той служи като място за пробиви на млади таланти на европейската сцена, като например младата, почти неизвестна Шърли Хорн. От 2006 г. фестивалът се провежда през втория уикенд на юли в Ротердам.

## Други
На Хага е наречена улица в квартал „Кръстова вада“ в София (Карта).

## Побратимени градове
- Варшава, Полша
- Витлеем, Палестина
- Хуигалпа, Никарагуа
- Назарет, Израел
- Палембанг, Индонезия
- Суонзи, Уелс
- Сурабая, Индонезия
- Торино, Италия